# Iosif Iacobici
Iosif Iacobici (n. 8 decembrie 1884, Alba Iulia – d. 11 martie 1952, Aiud) a fost un general român, care a deținut funcțiile de ministru de război și șef al marelui stat major al armatei române la începutul celui de-al Doilea Război Mondial.

## Cariera militară
Iosif Iacobici a absolvit liceul militar (școala de cadeți de infanterie) din Cașovia (astăzi în Slovacia),  liceul militar (școala de cadeți de cavalerie) din Mährisch-Weisskirchen (astăzi Hranice na Moravě, Moravia) și Școala Superioară de Război din Viena.
În Primul Război Mondial, Iacobici a fost încadrat, cu gradul de căpitan, în marele stat major al armatei austro-ungare, biroul operații. Apoi și-a continuat activitatea la marele cartier general al aceleiași armate.
În decembrie 1918 a fost încorporat în armata română cu gradul de locotenent-colonel. A devenit șef de stat major al Brigăzii 56 Munte și subșef al secției organizare din marele stat major. A participat la campania din Ungaria, în perioada aprilie-august 1919. În anii 1925-1929 a fost aghiotant regal.
După Primul Război Mondial, a fost numit comandantul Grupului 3 Vânători de Munte, șef de stat major la inspectoratul armatei de uscat, director în învățământul militar superior, comandant al Corpului 2 Armată și inspector general al armatei. În 1931 a fost promovat la gradul de general de brigadă, iar în 1937 la gradul de general de divizie.
Generalul Iacobici a deținut și funcția de ministru al înzestrării armatei (15 octombrie 1938 - 1 februarie 1939). În perioadele 23 septembrie - 27 octombrie 1939 și 9 septembrie 1940 - 8 noiembrie 1941, a fost comandant al Armatei a IV-a.
A fost înaintat la gradul de general de corp de armată cu începere de la data de 6 iunie 1940.
Este autorul lucrărilor: Apărarea contra carelor de luptă și autoblindatelor, Conducerea tactică a artileriei în războiul de mișcare românesc. Notițele unui infanterist.

## Ministru și șef al Marelui Stat Major
La patru zile după rebeliunea legionară, la 27 ianuarie 1941, generalul de corp de armată adjutant Iosif Iacobici (cu orientare politică progermană) a fost numit ministru de război. A deținut această funcție până la 22 septembrie 1941, când i-a succedat generalului Alexandru Ioanițiu ca șef al Marelui Stat Major. În această calitate, a elaborat proiectul de trecere a oștirii la cadrul de pace și de refacere a acesteia după pierderile înregistrate în primul an de război.
În 1941, după eliberarea Basarabiei și Bucovinei de Nord, mareșalul Ion Antonescu a dat ordinul de a se extermina o parte dintre evreii din Basarabia și Bucovina și de a deporta restul. Pentru îndeplinirea acestei sarcini, a ales jandarmeria și armata, în special „pretoratul”, un corp militar care era însărcinat cu administrarea temporară a unui teritoriu.
Iosif Iacobici i-a ordonat comandantului Secției a II-a a Marelui Stat Major, locotenent colonelului Alexandru Ionescu, să elaboreze un plan “pentru înlăturarea elementului iudaic de pe teritoriul basarabean prin organizarea și acționarea de echipe, care să devanseze trupele române". Planul a intrat în vigoare la 9 iulie 1941.
"Misiunea acestor echipe este de a crea în sate o atmosferă defavorabilă elementelor iudaice, în așa fel încât populația singură să caute a le înlătura prin mijloacele ce vor gasi mai indicate și adaptabile împrejurărilor. La sosirea trupelor romane, atmosfera trebuie deja creată și chiar trecut la fapte." 
Aceste echipe chiar i-au instigat pe țăranii români, după cum au mărturisit mai târziu mulți supraviețuitori evrei. Ordinele speciale emise de marele stat major au fost prezentate ori de câte ori autoritățile civile sau militare evitau să lichideze evrei din teama de consecințe sau pentru că nu credeau în existența unor asemenea ordine. La 9 septembrie 1941, după eșecul încercării armatei conduse de Nicolae Ciupercă (general ce s-a opus continuării luptelor dincolo de Nistru) de a cuceri Odessa, Antonescu l-a numit pe Iacobici comandant al Armatei a IV-a. Aceasta era o schimbare insuficientă, întrucât forțele și mijloacele de luptă rămâneau neschimbate. În consecință, Antonescu a cerut intervenția aviației de bombardament și a trupelor speciale germane pentru ruperea frontului. Noul comandant a organizat un puternic atac la aripa dreaptă a armatei, dar nu l-a putut sprijini din plin cu artileria, din lipsă de muniție suficientă.
La 22 septembrie 1941, după moartea într-un accident a gen. Ioanițiu, gen. de corp de armată adjutant Iosif Iacobici a fost eliberat din funcția de ministru al apărării naționale și numit șef al Marelui Stat Major și al Marelui Cartier General al trupelor de operațiuni. Conducerea Ministerului Apărării Naționale a fost preluată interimar în aceeași zi de mareșalul Antonescu, care i-a delegat generalului de divizie Constantin Pantazi, subsecretar de Stat la Departamentul Apărării Naționale pentru Armata de Uscat, conducerea ministerului și atribuțiile plenipotente de a semna toate decretele pe tot timpul lipsei sale.
La 10 octombrie 1941, trupele române au reluat atacul reușind să pătrundă în orașul Odessa. Au luat un număr mic de prizonieri. Dintre puținii soldați sovietici rămași, mulți, în haine civile, s-au ascuns în oraș și au început lupta de partizani.
În interval de peste două luni (8 august-16 octombrie 1941), Armata a IV-a a înregistrat pierderi foarte mari: 17.729 morți, 63.345 răniți și 11.471 dispăruți. Pierderile s-au datorat insuficientei dotări a armatei române cu armament și luptelor de partizani pe care a fost nevoită să le susțină, în dauna unei acțiuni concertate cu maximum de potențial. La 16 octombrie 1941, generalul Iacobici a fost eliberat din funcția de comandant al Armatei a IV-a, rămânând doar șef al marelui stat major.
În seara de 22 octombrie 1941, clădirea comandamentului trupelor române din Odessa a fost aruncată în aer, omorând 16 ofițeri români (inclusiv pe comandantul militar al orașului, generalul Ion Glogojanu), patru ofițeri germani de marină, 46 membri ai forțelor armate române și mai mulți civili. Imediat după ce a aflat de acest dezastru, Antonescu i-a ordonat lui Iacobici “să ia măsuri drastice de pedepsire”. În acea noapte, Iacobici a telegrafiat la cabinetul militar al lui Antonescu că a fost inițiată acțiunea ordonată: „Ca represalii și pentru a da un exemplu populației s-au luat măsuri a spânzura în piețele publice un număr de evrei și comuniști suspecți”.
Comandamentul armatei germane și-a oferit serviciile propunând trimiterea la fața locului a unui batalion SS ca să ajute la „dezactivarea minelor” și curățarea Odessei „de evrei și bolșevici”. Însă autoritățile române au decis să acționeze singure. Ostaticii și localnicii care nu ascultaseră ordinele au fost executați, fără judecată, prin spânzurare de balcoanele de pe străzile principale. "După explozie, lungi șiruri de evrei au fost spânzurați pe stâlpii de electricitate ale troleibuzelor. Circa 10.000 evrei, deja arestați, au fost băgați în pușcărie și executați imediat." Generalul Iacobici s-a grăbit să trimită Cabinetului Militar un raport asupra situației, care detalia acțiunile represive efectuate: „acțiunea de represiune s-a executat în interiorul orașului, prin împușcare și spânzurare, și afișarea de placarde pentru avertizarea celor ce vor mai îndrăzni și încerca astfel de terorism”.
În timpul anchetării sale în URSS, Antonescu a afirmat următoarele: „După ocuparea Odessei, în octombrie 1941, comandantul Armatei a IV-a Române, care se găsea acolo, generalul Iosif Iacobici, mi-a raportat că patrioții sovietici au aruncat în aer Comandamentul român și că au murit aproape 130 de ofițeri și soldați. Raportând acest lucru, Iacobici mi-a cerut permisiunea de a executa acte de represiune contra populației. Eu am fost de acord.” Anchetatorul Lihaciov l-a intrebat pe Antonescu dacă represiunile îi vizau și pe cetățenii sovietici din Odessa, care nu au fost implicați în niciun fel în atentat. „Da”, a răspuns Antonescu, „fiindcă era greu să-i descoperi pe vinovați”.
A fost decorat pe 14 noiembrie 1941 cu Ordinul „Mihai Viteazul”, cl. III-a „pentru priceperea și destoinicia cu care a condus Armata, ducând-o la cucerirea Odessei”.

## Divergențele cu Ion Antonescu
Generalul de corp de armată adjutant Iacobici și-a dat, la 20 ianuarie 1942, demisia din funcția de șef al Marelui Stat Major, după o carieră fulminantă. Motivul demisiei era disensiunea între el și Antonescu în problema sporirii forțelor militare ce urmau să acționeze în primăvara aceluiași an, alături de trupele germane, pe frontul din URSS.
Istoricii sunt de acord că marea greșeală a lui Antonescu a fost să trimită prea multe forțe pe Frontul de Est. După ce armata germană a pierdut lupta de ocupare a Moscovei, la sfârșitul anului 1941, Hitler a decis să restrângă frontul, reorientându-se către resursele petroliere de la Marea Caspică.
Cu ocazia vizitei feldmareșalului german Wilhelm Keitel la București, acesta i-a prezentat lui Antonescu noul plan de luptă. Mareșalul român s-a declarat de acord cu noul plan de a reorienta frontul către resursele de la Marea Caspică și și-a exprimat angajamentul de a participa cu un număr mare de efectiv militar. Angajamentul lui militar a depășit chiar și așteptările germane. Drept recompensă, Hitler i-a oferit lui Ion Antonescu un automobil de lux.
"Dar România nu era, în acel moment un stat capabil să ducă un război de anvergură la distanțe mari de țară și, sigur, rezultatele s-au și văzut”.
La 2 ianuarie 1942, Antonescu a anunțat intenția de a participa la campania din primăvară cu un prim eșalon de zece divizii și cu un al doilea de 5-6 divizii. Aceasta însemna că România urma să desfășoare pe frontul de Răsărit toate tipurile de trupe, cu un efectiv de circa jumătate de milion de militari.
Luând cunoștință de această intenție, generalul Iacobici a avertizat, la 8 ianuarie 1942, asupra consecințelor și a propus reducerea primului eșalon la 8 divizii și netrimiterea celui de-al doilea eșalon, pentru a nu se da lui Hitler „o poliță în alb“ și a se putea discuta problema în cadrul marelui stat major.
Considerând „ca imposibilă o revenire asupra promisiunii participării militare românești la ofensiva de primăvara“, Iacobici cerea ca participarea românească să fie cât „mai minimă posibil“, în funcție de necesitățile strategice. "Nu este nici oportun, nici posibil să participăm la operațiile de primăvară cu mai mult decât o armată în valoare de opt divizii“.
În sprijinul cererii sale, Iacobici invoca greutățile de aprovizionare, lipsa mijlocelor de transport, deficiențe de înzestrare și caracterul nepopular al intervenției, deoarece românul nu se bate bucuros departe de țara sa, și pericolul reprezentat de Ungaria în condițiile în care își menținea potențialul militar aproape intact. ”Un alt și foarte puternic motiv, care mă face a propune cât mai multă moderație la fixarea forțelor armatei expediționare este situația noastră militară față de Ungaria. Nu că m-aș teme de o acțiune imediată, care o cred pe durata războiului în curs, aproape exclusă: mă tem că tineretul, care voim să-l pregătim temeinic, va cădea pe plaiurile îndepărtate ale Rusiei bolșevice, lipsindu-ne foarte mult în cursul socotelilor cu Ungaria”.
În perspectiva unui război viitor cu Ungaria pentru eliberarea Transilvaniei de Nord, armata română ar fi fost decimată într-un război inutil și și-ar fi redus șansele.
"Deși sunt în perspectivă evenimente mari, totuși plutesc într-o ambianță de completă nesiguranță, dăunătoare pregătirilor și întregii activități de iarnă ale armatei“, își justifica generalul Iacobici retragerea.
Mareșalul l-a acuzat pe Iacobici că este incapabil. "Este o ofensă gratuită pe care o aduceți acestui neam. Este mentalitatea defetiștilor și a celor care pescuiesc în ape tulburi. Dovada o face ținuta soldatului român pe câmpul de luptă și a răniților din spitale, care toți vor să fie mai repede vindecați ca să fie trimiși pe front”.
Poziția generalului Iacobici față de trimiterea efectivelor române pe frontul de dincolo de Nistru a dus la o rapidă înrăutățire a relațiilor cu mareșalul Antonescu. Convins că are dreptate, Iacobici a revenit, la 16 ianuarie 1942, cu un alt memoriu, în care reafirma că nu găsea nici oportună, nici posibilă participarea primăvara cu mai mult de opt divizii.
Totodată, Iacobici s-a apărat, arătând că repetatele reproșuri făcute de mareșal Marelui Stat Major erau „în mare parte nedrepte“. A subliniat că și-a dovedit loialitatea față de Antonescu „în împrejurari destul de dificile”, dar că acum constată că are „indicații puternice că mă găsesc față de domnul conducător al statului în divergență de părere asupra concepției participării armatei române la campania de primăvara... Demnitatea mea de ostaș bătrân ma silește însă astăzi de a mă apăra...“ El a adăugat că “activitatea unui șef al Statului Major General nu se poate dezvolta fructuoasă în atmosfera unei încrederi limitate și primind lovituri morale”.
La 20 ianuarie 1942, prin ordinul nr. 19, cererea de demisie i-a fost aprobată, în locul lui fiind numit generalul Ilie Șteflea. La 4 august 1942, Iacobici a fost trecut în rezervă, cu trei ani înainte de limita de vârstă. El s-a simțit ofensat că era încadrat în categoria celor considerați incapabili de a fi înaintați în grad, fiind pensionat cu gradul de general de corp de armată adjutant pe care îl avusese și la începutul războiului.

## Activitatea postbelică
Considerându-se nedreptățit, Iacobici a căutat după 23 august 1944 un fel de reabilitare, precizând că se va retrage imediat din armată după ce i se va fi dat "satisfacție morală“. "A fost ministru de război la declanșarea războiului contra Rusiei. Deci va fi tradus la Comisia de Judecată.“ Astfel justifica prim-ministrul Constantin Sănătescu în toamna anului 1944 refuzul de a răspunde la o cerere de reevaluare a cazului lui Iacobici.
La 18 mai 1946, generalul în retragere Iacobici a fost arestat de Corpul Detectivilor, dar la scurt timp a fost eliberat, absolvit de orice vinovăție. După câteva săptămâni a fost acuzat că militase pentru hitlerism, pentru declanșarea războiului împotriva URSS etc. La 12 august 1948 a fost reținut în arest preventiv, apoi trimis în judecată într-un lot cu alți 16 foști demnitari ai guvernării antonesciene. În 1949 Iacobici a fost condamnat la opt ani de temniță grea. S-a aflat în detenție în penitenciarele Văcărești, Jilava și Aiud. Generalul Iacobici a murit la 11 martie 1952 în închisoarea din Aiud din cauza contractării unui TBC pulmonar și osos.
Procurorul general al României, Sorin Moisescu, a solicitat Curții Supreme de Justiție (CSJ) reabilitarea a opt membri din guvernul Antonescu. Împotriva acestei cereri au luat poziție congresmenii americani Alfonse D'Amato și Cristopher Smith. În numele Comisiei parlamentare americane pentru Securitate și Cooperare în Europa (Comisia Helsinki), cei doi senatori republicani au cerut președintelui Emil Constantinescu să intervină pentru retragerea recursului în anulare, întrucât "cei opt" au fost "membrii unui guvern responsabil pentru persecutarea întregii comunități evreiești din România și pentru deportarea și uciderea a cel puțin 250.000 de evrei români și ucraineni". D'Amato și Smith au arătat în apel că reabilitarea foștilor demnitari "ar pune în discuție sinceritatea angajamentelor României în ceea ce privește valorile fundamentale occidentale și poate atrage după sine reconsiderarea sprijinului acordat candidaturii României pentru integrarea în instituțiile economice și de securitate".
Procurorul Moisescu a revizuit cererea înaintată CSJ, precizând că "nu poate fi omisă răspunderea ministerială colectivă a guvernului Antonescu".
La 26 octombrie 1998, Curtea Supremă de Justiție a respins cererea de extindere a recursului în anulare, formulat de procurorul general, Sorin Moisescu, în favoarea lui Iosif Iacobici, fost ministru de război, și a consemnat retragerea recursurilor în anulare declarate în favoarea membrilor lotului Antonescu, condamnați la pedepse între doi și zece ani de temniță grea sub acuzațiile: crime de război, subordonarea economiei naționale fascismului și înaltă trădare.

## Decorații
- Ordinul „Coroana României” în gradul de Mare Cruce (8 iunie 1940)[15]
- Ordinul Militar „Mihai Viteazul”, cl. III-a (14 noiembrie 1941)[9]